# Eupithecia candicans
Eupithecia candicans là một loài bướm đêm trong họ Geometridae.